# Anisobas diminutus
Anisobas diminutus är en stekelart som först beskrevs av Tohru Uchida 1926.  Anisobas diminutus ingår i släktet Anisobas och familjen brokparasitsteklar. Inga underarter finns listade i Catalogue of Life.